# Lista de prefeitos de Botucatu
Esta lista de prefeitos da cidade de Botucatu compreende todas as pessoas que tomaram posse definitiva da chefia do executivo municipal em Botucatu e exerceram o cargo como prefeitos titulares, além de prefeitos eleitos cuja posse foi em algum momento prevista pela legislação vigente. Prefeitos em exercício que substituíram temporariamente o titular não são considerados para a numeração mas estão citados em notas, quando aplicável.
Pela Lei Provincial nº 17, de 14 de abril de 1855, Botucatu era elevada à Vila. Só em 1858 (27 de setembro) há notícias de nossa primeira Câmara Municipal, composta dos seguintes Vereadores: José Paes Moreira, Francisco Bonifácio Ribeiro, José Joaquim Alves Machado, Antonio Manuel de Oliveira, João Francisco de Freitas e João Pereira da Silva. A Câmara Municipal era presidida sempre pelo Juiz, sendo que a primeira sessão de nossa 1ª Câmara Municipal foi presidida pelo Juiz Francisco de Paula Vieira.
No período colonial, presidiram a Câmara, além do juiz Francisco de Paula Vieira, os Vereadores: João Maria Carriel, João Batista da Cunha Caldeira, José Bernardo Pacheco, Mateus Gomes Pinheiro Machado, João Ferreira Prestes, João Morato Conceição, João Francisco de Freitas, Joaquim Gonçalves da Fonseca e Francisco Cândido Furquim de Campos.

## Prefeitos do período republicano (1899–2025)

### Primeira República (1899–1930)
Com a Proclamação da República, houve a extinção das Câmaras Municipais e a criação do Conselho de Intendência. Exerceram a Intendência: Ver. João Ribeiro de Carvalho Braga, Rafael Ferraz de Sampaio, Manuel Gomes Pinheiro Machado, Floriano Simões, Napoleão de Carvalho Barros, João Morato da Conceição, Francisco Braz da Cunha, Caetano da Cunha Caldeira e Brasil Gomes Pinheiro Machado. Até 1930, também exerceram a intendência: Cel. Antonio Cardoso do Amaral, Cel. Amando do Amaral Barros, Cel. Raphael Augusto de Moura Campos, Major Nicolau Kuntz, Carlos Cesar e Octacílio Nogueira.

### Era Vargas e Quarta República: prefeitos nomeados (1930–1953)
A partir da Revolução de 1930, com a subida de Getúlio Vargas ao Poder, passando pelo Estado Novo (1937/45), os dirigentes municipais passaram a ser nomeados como Interventores, sendo certo que as Câmaras Municipais foram fechadas durante esse período ditatorial.
Os Interventores Municipais de Botucatu, nomeados pela Interventoria Estadual, no período de 1930 a 1945, foram os seguintes:
| №  | Prefeito                               | Período do governo (duração do governo)                          | Partido                                      | Nomeador                                                       | Referências |
| -- | -------------------------------------- | ---------------------------------------------------------------- | -------------------------------------------- | -------------------------------------------------------------- | ----------- |
| 1  | Antônio de Moura Campos                | 7 de novembro de 1930 até 21 de abril de 1931 (166 dias)         | Aliança Liberal AL                           | Interventor nomeado pelo Governador João Alberto de Barros     | [ 1 ]       |
| 2  | Leônidas Cardoso                       | 21 de abril de 1931 até 2 de março de 1933 (1 ano e 317 dias)    | Partido Democrático PD                       | Interventor nomeado pelo Governador João Alberto de Barros     | [ 1 ]       |
| 3  | Deodoro Pinheiro Machado               | 2 de março de 1933 até 7 de agosto de 1933 (159 dias)            | Partido Democrático PD                       | Interventor nomeado pelo Governador Valdomiro Castilho de Lima | [ 1 ]       |
| 4  | Cap. Corrêa de Mello                   | 7 de agosto de 1933 até 6 de março de 1934 (212 dias)            | Partido Democrático PD                       | Interventor nomeado pelo Governador Manuel Daltro Filho        | [ 1 ]       |
| 5  | Carlos César                           | 6 de março de 1934 até 15 de agosto de 1935 (1 ano e 266 dias)   | Partido Constitucionalista de São Paulo PCSP | Interventor nomeado pelo Governador Armando Salles             | [ 1 ]       |
| 6  | Mirabeau Pacheco                       | 16 de agosto de 1935 até 27 de novembro de 1935 (104 dias)       | Partido Constitucionalista de São Paulo PCSP | Interventor nomeado pelo Governador Armando Salles             | [ 1 ]       |
| 7  | Dr. Elon Rodrigues Alves               | 27 de novembrode 1935 até 23 de maio de 1936 (179 dias)          | Partido Constitucionalista de São Paulo PCSP | Interventor nomeado pelo Governador Armando Salles             | [ 1 ]       |
| 8  | Antônio de Moura Campos                | 23 de maio de 1936 até 1 de agosto de 1937 (1 ano e 165 dias)    | Partido Constitucionalista de São Paulo PCSP | Interventor nomeado pelo Governador Armando Salles             | [ 1 ]       |
| 9  | Nestor Seabra Substituto interino      | 21 de agosto de 1937 até 21 de outubro de 1937 (60 dias)         | Partido Constitucionalista de São Paulo PCSP | Interventor nomeado pelo Governador José Cardoso de Mello Neto | [ 1 ]       |
| 10 | Jurandyr Trench                        | 22 de outubro de 1937 até 5 de maio de 1938 (277 dias)           | Partido Constitucionalista de São Paulo PCSP | Interventor nomeado pelo Governador José Cardoso de Mello Neto | [ 1 ]       |
| 11 | Joaquim Amaral Gurgel                  | 5 de maio de 1938 até 6 de outubro de 1939 (1 ano e 155 dias)    | Partido Social Democrático PSD               | Interventor nomeado pelo Governador José Cardoso de Mello Neto | [ 1 ]       |
| 12 | José de Carvalho Sobrinho              | 6 de outubro de 1939 até 17 de outubro de 1940 (1 ano e 13 dias) | Partido Social Democrático PSD               | Interventor nomeado pelo Governador Adhemar de Barros          | [ 1 ]       |
| 13 | Pedro Losi                             | 17 de outubro de 1940 até 14 de agosto de 1941 (302 dias)        | Partido Social Democrático PSD               | Interventor nomeado pelo Governador Adhemar de Barros          | [ 1 ]       |
| 14 | João Maria de Araújo                   | 20 de outubro de 1941 até 9 de junho de 1946 (4 anos e 296 dias) | Partido Social Democrático PSD               | Interventor nomeado pelo Governador Fernando de Sousa Costa    | [ 1 ]       |
| 15 | Dr. Madureira Camargo Juiz encarregado | 9 de junho de 1946 até 11 de junho de 1946 (2 dias)              | Partido Social Democrático PSD               | Interventor nomeado pelo Governador José Macedo Soares         | [ 1 ] [ 8 ] |
| 16 | Mário Rodrigues Torres                 | 10 de junho de 1946 até 31 de dezembro de 1946 (206 dias)        | Partido Social Democrático PSD               | Interventor nomeado pelo Governador José Macedo Soares         | [ 1 ]       |
| 17 | Renato de Oliveira Barros              | 21 de março de 1947 até 8 de maio de 1947 (49 dias)              | Partido Social Democrático PSD               | Interventor nomeado pelo Governador Adhemar de Barros          | [ 1 ]       |
| 18 | Adolfo Pinheiro Machado                | 8 de maio de 1947 até 31 de dezembro de 1947 (238 dias)          | Partido Social Democrático PSD               | Interventor nomeado pelo Governador Adhemar de Barros          | [ 1 ]       |
| 19 | Renato de Oliveira Barros              | 1 de janeiro de 1948 até 31 de dezembro de 1951 (4 anos)         | Partido Social Democrático PSD               | Interventor nomeado pelo Governador Adhemar de Barros          | [ 1 ]       |

Com o término da Segunda Guerra Mundial, da qual o Brasil participou, ficava cada vez mais difícil a manutenção do Regime Ditatorial de Getúlio Vargas. Com a deposição do Ditador, em outubro de 1945, o Brasil passou a adaptar-se às normas democráticas. Em Botucatu, o grande momento chegou em 1947, com as eleições municipais.
A 1 de janeiro de 1948, o município volta ao Regime Constitucional, sendo solenemente empossado como primeiro Prefeito Municipal eleito pelo povo, o Sr. Renato de Oliveira Barros. A Sessão Solene de posse, presidida pelo Dr. Antonio Madureira de Camargo, Juiz de Direito, procede à eleição da mesa da Câmara Municipal. Em seguida, passa a Presidência da sessão ao Presidente Eleito, Antônio Delmanto (vereador com a maior votação) que, em seguida, empossa o Prefeito Eleito.

### Fase democrática da Quarta República e últimas eleições na ditadura (1953–1969)
Partidos até 1965 (abolidos pelo AI-2)
      Partido Social Democrático
      Partido Social Progressista
      Partido Trabalhista Brasileiro
      União Democrática Nacional
| №  | Prefeito                                    | Período do governo (duração do governo)                             | Partido                            | Vice-prefeito              | Eleição                          | Referências                |
| -- | ------------------------------------------- | ------------------------------------------------------------------- | ---------------------------------- | -------------------------- | -------------------------------- | -------------------------- |
| 20 | Emílio Peduti (1904–1963)                   | 1 de janeiro de 1952 até 29 de fevereiro de 1956 (4 anos e 60 dias) | Partido Social Democrático PSD     | Oswaldo Lunardi (UDN)      | 1953                             | [ 1 ] [ 10 ]               |
| 21 | Dr. João Queiroz Reis (1905–1976)           | 1 de janeiro de 1956 até 31 de dezembro de 1959 (4 anos)            | Partido Social Democrático PSD     | Sebastião de Almeida Pinto | 1955                             | [ 1 ] [ 11 ]               |
| 22 | Emílio Peduti (1904–1963)                   | 1 de janeiro de 1960 até 4 de março de 1963 (3 anos e 64 dias)      | Partido Social Democrático PSD     | Plínio Paganini (PTB)      | 1959                             | [ 1 ] [ 10 ]               |
| 23 | Plínio Paganini (1927–1997)                 | 4 de março de 1963 até 31 de dezembro de 1963 (303 dias)            | Partido Trabalhista Brasileiro PTB | Nenhum                     | Linha sucessória (vice-prefeito) | [ 1 ] [ 10 ] [ 12 ] [ 13 ] |
| 24 | Joaquim Amaral Amando de Barros (1913–1997) | 1 de janeiro de 1964 até 31 de janeiro de 1969 (4 anos e 30 dias)   | Partido Social Progressista PSP    | José da Silva Coelho       | 1963                             | [ 1 ] [ 14 ]               |

### Ditadura militar: prefeitos biônicos (1969–1986)
Partidos
      Aliança Renovadora Nacional (depois Partido Democrático Social)
      Partido do Movimento Democrático Brasileiro
| №  | Prefeito                                             | Período do governo (duração do governo)                               | Partido                                          | Vice-prefeito                       | Referências         |
| -- | ---------------------------------------------------- | --------------------------------------------------------------------- | ------------------------------------------------ | ----------------------------------- | ------------------- |
| 25 | Lico Silveira Luis Aparecido da Silveira (1917-2017) | 1 de fevereiro de 1969 até 30 de janeiro de 1973 (4 anos)             | Movimento Democrático Brasileiro MDB             | Carlos Fiúza de Andrade (MDB)       | [ 1 ] [ 15 ] [ 16 ] |
| 26 | Plínio Paganini (1927–1997)                          | 1 de fevereiro de 1973 até 30 de janeiro de 1977 (4 anos)             | Movimento Democrático Brasileiro MDB             | Progresso García (MDB)              | [ 1 ] [ 12 ]        |
| 27 | Lico Silveira Luis Aparecido da Silveira (1917-2017) | 1 de fevereiro de 1977 até 30 de janeiro de 1983 (6 anos)             | Aliança Renovadora Nacional ARENA                | Eugênio Monteferrante Netto (ARENA) | [ 1 ] [ 17 ]        |
| 28 | Jamil Cury (1940-2004)                               | 1 de fevereiro de 1983 até 31 de dezembro de 1985 (2 anos e 329 dias) | Partido do Movimento Democrático Brasileiro PMDB | Joel Spadaro (PMDB)                 | [ 1 ] [ 18 ]        |

### Sexta República (1986–2025)
Partidos
      Partido do Movimento Democrático Brasileiro
      Partido da Social Democracia Brasileira
      Partido dos Trabalhadores
| №  | Prefeito(a)                                       | Período do governo (duração do governo)                  | Partido                                          | Vice-prefeito(a)             | Eleição     | Referências                       |
| -- | ------------------------------------------------- | -------------------------------------------------------- | ------------------------------------------------ | ---------------------------- | ----------- | --------------------------------- |
| 28 | Jamil Cury (1940-2004) Engenheiro civil           | 1 de janeiro de 1986 até 31 de dezembro de 1988 (3 anos) | Partido do Movimento Democrático Brasileiro PMDB | Joel Spadaro (PMDB)          | 1985        | [ 1 ] [ 18 ]                      |
| 29 | Joel Spadaro (1939) Cardiologista                 | 1 de janeiro de 1989 até 31 de dezembro de 1992 (4 anos) | Partido do Movimento Democrático Brasileiro PMDB | Antônio Delevedove (PMDB)    | 1988        | [ 1 ] [ 18 ] [ 19 ]               |
| 30 | Jamil Cury (1940-2004) Engenheiro civil           | 1 de janeiro de 1993 até 31 de dezembro de 1996 (4 anos) | Partido da Social Democracia Brasileira PSDB     | Pedro Losi Neto (PSDB)       | 1992        | [ 1 ] [ 18 ]                      |
| 31 | Pedro Losi Neto (1959) Empresário                 | 1 de janeiro de 1997 até 31 de dezembro de 2000 (4 anos) | Partido da Social Democracia Brasileira PSDB     | Milton Bosco (PSD)           | 1996        | [ 1 ] [ 20 ]                      |
| 32 | Mário Ielo (1960) Arquiteto                       | 1 de janeiro de 2001 até 31 de dezembro de 2008 (8 anos) | Partido dos Trabalhadores PT                     | Valdemar Pinho (PT)          | 2000 e 2004 | [ 1 ] [ 21 ] [ 22 ] [ 23 ] [ 24 ] |
| 33 | João Cury (1973) Advogado                         | 1 de janeiro de 2009 até 31 de dezembro de 2016 (8 anos) | Partido da Social Democracia Brasileira PSDB     | Antônio Luiz Caldas (PCdoB)  | 2008 e 2012 | [ 1 ] [ 25 ] [ 26 ] [ 27 ]        |
| 34 | Mário Pardini (1971) Engenheiro hidráulico        | 31 de dezembro de 2024 (8 anos)                          | Partido da Social Democracia Brasileira PSDB     | André Peres (PSDB)           | 2016 e 2020 | [ 1 ] [ 28 ] [ 29 ] [ 30 ]        |
| 35 | Fábio Leite (1978) Funcionário publico concursado | Início em 1 de janeiro de 2025                           | Partido Social Democrático PSD                   | André Spadaro (Republicanos) | 2024        |                                   |